# Hemiphileurus vicarius
Hemiphileurus vicarius är en skalbaggsart som beskrevs av Heinrich Bernward Prell 1936. Hemiphileurus vicarius ingår i släktet Hemiphileurus och familjen Dynastidae. Inga underarter finns listade i Catalogue of Life.